# Cosmic Artists
Cosmic Artists ist ein Entertainment-Unternehmen im Akrobatik- und Artistikbereich, das 2001 in Berlin gegründet wurde und dort seinen Sitz hat. Das Team besteht neben dem Gründer Tony Mevius aus einem Pool von Artisten, Akrobaten und anderen Künstlern, die je nach Projekt eingesetzt werden.
Cosmic Artists legt sein Hauptaugenmerk auf kundenspezifische Inszenierungen, sowohl für Industrie- und Wirtschaftsunternehmen, als auch für Werbung, Fernsehshows und Sportevents. Daneben bietet das Team ein Repertoire von unterschiedlichen Show Acts für Galas und Firmenfeiern an.

## Geschichte
Cosmic Artists wurde im Jahr 2001 von Tony Mevius und Jan-Peter Nikiferow als GbR gegründet. Beide sind ehemalige Profisportler im Kunstturnen und suchten einen Weg, um die sportlichen Fähigkeiten auch nach der sportlichen Karriere anwenden zu können. Verstärkung suchten sie sich daher auch im Leistungssport und bildeten ein Team aus Kunstturnern, Sportakrobaten, Trampolinspringern, Kampfsportlern und Rhythmischen Sportgymnastinnen, darunter die Viertplatzierte der Olympischen Spiele 2000 in Sydney in der Gruppe, Jeanine Fissler. Zu Beginn beschränkte sich das Repertoire auf Boden- und Partnerakrobatik Acts, Schwarzlicht- und Sprungakrobatik Shows (als eines der ersten Teams nutzten Cosmic Artists die Airtrack als Showequipment). Heute gibt es über zehn Standard Acts, die zusätzlich Luftartistik, Trampowall und Schattenshows beinhalten.
2005 ging Tony Mevius als erster deutscher Kunstturner parallel zum Cirque du Soleil und arbeitete bis 2011 in der weltweit tourenden Show Quidam. Dennoch blieb er Geschäftsführer, ab 2006 jedoch mit Stefan Herbrich als neuen Geschäftspartner und Betriebswirt, der zu diesem Zeitpunkt bereits Künstler der Cosmic Artists war und die gleiche sportliche Laufbahn teilte.
2016 verließ Stefan Herbrich Cosmic Artists und gründete die Icke Performers, die zu der Icke Lifestyle Performance GmbH gehört. Zu dieser neuen Entertainment-Abteilung wechselten auch ein Großteil der Artisten, die davor für Cosmic Artists jahrelang aufgetreten sind.

## Show-Acts
- Adagio Akrobatik

Adagio Akrobatik ist eine Unterkategorie der Boden- und Partner-Akrobatik. Bei der Bodenakrobatik verbleibt mindestens eine Person einer Gruppe in Verbindung zum Boden.
- Airtrackshow

Die Airtrackshow wird auf einer luftgefüllten Bahn (ca. 10 m × 3 m) vorgeführt, wobei mehrere Artisten verschiedene Breiten- und Längsachsendrehungen vorführen.
- Blacklightshow

Die Blacklightshow ist eine Form der Neon-Akrobatikshow, wobei die Künstler und ihre Bewegungen durch verschiedene Lichteffekte in Szene gesetzt werden.
- Cyr Wheel

Ein Cyr Wheel besteht aus einem Reifen und hat Ähnlichkeiten mit einem Rhönrad.
- Evolution Réplica

Dieser Act ist ein Poledance-Act, wobei artistische Elemente an einer Stange vorgeführt werden.
- Kraftakrobatik

Bei der Kraftakrobatik zeigen die Artisten verschiedene Bewegungen und Figuren, wobei die Kraft, Körperbeherrschung und das Gleichgewicht vorgeführt wird.
- Kontorsion

Bei der Kontorsion verdrehen oder verbiegen die Artisten einzelne Teile ihres Körpers. Diese Show wird mit akrobatischen und gymnastischen Bewegungen vereint.
- Luftring

Der Ring hängt in der Luft, worauf der Artist, neben seiner Beweglichkeit, auch Aufgänge, Hänge, Abfaller und Abgänge vorführt.
- Shadow Act

Beim Shadow Act werden Schatten von Bewegungen und Figuren der Artisten an eine Leinwand gestrahlt. Diese Show ist als Solo, Duo und als Team möglich.
- Tramphouse

Bei dem Tramphouse Act springen die Artisten auf einem Trampolin und an einer Art Hauswand, die an dem Trampolin steht. Die Show ist mit einem oder mit zwei Trampolinen möglich und als Duo oder Quartett.
- Trampolinshow

Bei der Trampolinshow vollführen die Artisten verschiedene Breiten- und Längsachsendrehungen auf einem Trampolin.
- Tuchartistik

Das Vertikaltuch ist eine Untergruppe der Luftakrobatik und besteht aus einem zweigeteilten Tuch. Diese Show ist als Solo, Duo und als Team möglich.
- Urban Shows

Unter Urban Shows werden Acts wie Beatbox, Dance, Tricking oder Parkour angeboten.
- Vertikalseil

Das Vertikalseil ist ein Sportgerät der Luftakrobatik.

## Firmenkunden und Großevents (Auswahl)
Zu den Kunden gehören Firmen wie Audi, Bosch, Deutsche Bank, Hotel Adlon, Maibach, Mercedes-Benz, Panasonic, Porsche, Samsung, Siemens oder die Volkswagen AG.
Großevents
- Wiedereröffnung Berliner Olympiastadions[1]
- Special Events für Cirque du Soleil, IWC & Astana 15. Jahrestag als Hauptstadt
- Taufe AIDAbella Cruise Ship
- Opening Inszenierung Kunstturn EM Berlin[2]
- Showinszenierungen EHF Final 4 Handball Köln

## Internationale Events
| Datum                 | Ort                                  | Veranstaltung                             | Show-Act                        |
| --------------------- | ------------------------------------ | ----------------------------------------- | ------------------------------- |
| 11.–18. März 2014     | Vereinigte Arabische Emirate (Dubai) | Cirque du Soleil HIPA 2014                | Vertikalseil                    |
| 21. Januar 2014       | Schweiz (Genf)                       | Cirque du Soleil special Event            | Tramphouse                      |
| 1. September 2013     | Slowakei (Bratislava)                | OVB                                       | Tramphouse                      |
| 13. Juli 2013         | Österreich (Wien)                    | 20 Jahre AWD                              | Tramphouse                      |
| 29. Juni–7. Juli 2012 | Kasachstan (Astana)                  | Cirque du Soleil City Celebration Astana  | Tramphouse                      |
| 8. Januar 2012        | Indien (Mumbai)                      | IIT Bombay Techfest                       | Tramphouse                      |
| 12. Oktober 2011      | Österreich (Salzburg)                | Brigl & Bergmeister                       | Twin Akrobatik                  |
| 25. September 2011    | Frankreich (Montpellier)             | Worldcup RSG                              | Teamtuch Act                    |
| 9.–11. September 2011 | Niederlande (Amsterdam)              | IBC Messe – Sachtler                      | Twin Akrobatik                  |
| 28. Februar 2011      | Schweiz (Genf)                       | VW Konzernabend                           | Cyr Wheel, 3-er Tuch            |
| 17. Februar 2011      | Österreich (Graz)                    | 5 Jahre Weekend Magazin                   | Inszenierung                    |
| 6.–10. Februar 2011   | Frankreich (Paris)                   | Kia Weltpremiere                          | Airtrack Inszenierung           |
| 28.–30. Dezember 2010 | Belgien (Mekkelen)                   | Pferde Gala                               | Airtrack                        |
| 28. Mai 2010          | Portugal (Lissabon)                  | Firmenevent SWZ                           | Inszenierung                    |
| 26. September 2009    | Niederlande (Nijmegen)               | Club Matrixx                              | Airtrackshow                    |
| 11. Januar 2009       | Amerika (Detroit)                    | BMW Z4 Premiere                           | Luftakrobatik Inszenierung      |
| 4. März 2008          | Schweiz (Genf)                       | BMW Group                                 | Inszenierung                    |
| 4.–7. April 2007      | Türkei (Istanbul)                    | Ideser Seramik                            | Kraftakrobatik                  |
| 16. Dezember 2006     | Luxemburg                            | Euro-Championships FLDA – IDSF DanceSport | Artistik Moments Gymnastik      |
| 28. Mai 2005          | Italien (Rho)                        | FERCAM – Logistik                         | Trampolinshow, Duo-Tuchartistik |
| 27.–29. November 2004 | Frankreich (Paris)                   | Wella Trend Vision Award                  | Akrobatik-Tanz                  |